# Mechanik Bobolice
Mechanik Bobolice – polski klub sportowy założony w 1946 roku w Bobolicach. Aktualnie (sezon 2024/2025) występuje w IV lidze, gr. zachodniopomorskiej, która jest piątym poziomem rozgrywkowym.

## Informacje ogólne
Pełna nazwa: Miejsko - Gminny Ludowy Klub Sportowy Mechanik Bobolice
- Data założenia: 28 października 1946 r.
- Barwy: czarno - żółto - czerwone
- Prezes: Kamil Jesionowski[1]
- Zastępca prezesa: Arkadiusz Olearczyk
- Trener: Jakub Śpiegowski[2]
- Adres: ul. Mickiewicza 20, 76-020 Bobolice

### Chronologia nazw
- 1946 Włókniarz
- 1950 Koło LZS
- 1955 Koło LZS Mechanik
- 1969 LKS Mechanik
- 1998 MGLKS Mechanik

## Sukcesy
- awans do klasy wojewódzkiej A 1977/1978,
- awans do ligi makroregionalnej 1996/1997,
- występy w III lidze 1990/1991,
- zdobycie Pucharu Województwa Koszalińskiego w 1989 r.,
- 2 runda Pucharu Polski na szczeblu ogólnokrajowym,
- awans do Koszalińskiej Ligi Okręgowej 2010/11 i 2014/2015.

## Klub w rozgrywkach ligowych
| Sezon   | Liga                                   | Pozycja | Punkty | Bramki | Uwagi             |
| ------- | -------------------------------------- | ------- | ------ | ------ | ----------------- |
| 1998/99 | Liga okręgowa (Koszalin)               | 7       | 48     | 42-33  |                   |
| 1999/00 | Liga okręgowa (Koszalin)               | 4       | 50     | 64-49  |                   |
| 2000/01 | Liga okręgowa (Koszalin I)             | 11      | 26     | 45-42  |                   |
| 2001/02 | Klasa okręgowa (Koszalin północ)       | 5       | 53     | 82-58  |                   |
| 2002/03 | Liga okręgowa (Koszalin północ)        | 8       | 40     | 60-60  |                   |
| 2003/04 | Klasa okręgowa (Koszalin północ)       | 13      | 35     | 47-68  |                   |
| 2004/05 | Klasa okręgowa (Koszalin północ)       | 14      | 29     | 50-77  | spadek            |
| 2005/06 | Klasa A (Koszalin II)                  | 2       | 55     | 94-30  | awans             |
| 2006/07 | Klasa okręgowa (Koszalin północ)       | 15      | 23     | 51-81  | spadek            |
| 2007/08 | Klasa okręgowa (Koszalin północ)       | 9       | 29     | 40-60  | [ b ]             |
| 2008/09 | Klasa okręgowa (Koszalin północ)       | 14      | 33     | 47-68  | [ c ] [ d ] [ 3 ] |
| 2009/10 | Klasa okręgowa (Koszalin północ)       | 3       | 52     | 90-50  |                   |
| 2010/11 | Klasa okręgowa (Koszalin północ)       | 1       | 63     | 80-25  | awans             |
| 2011/12 | Liga okręgowa (Koszalin)               | 10      | 41     | 63-73  |                   |
| 2012/13 | Liga okręgowa (Koszalin)               | 10      | 37     | 48-45  |                   |
| 2013/14 | Liga okręgowa (Koszalin)               | 16      | 25     | 52-73  | spadek            |
| 2014/15 | Klasa okręgowa (Koszalin północ)       | 2       | 65     | 106-45 | awans             |
| 2015/16 | Liga okręgowa (Koszalin)               | 5       | 48     | 73-46  |                   |
| 2016/17 | Liga okręgowa (Koszalin)               | 3       | 59     | 93-61  |                   |
| 2017/18 | Liga okręgowa (Koszalin)               | 10      | 35     | 77-80  |                   |
| 2018/19 | Klasa okręgowa (Koszalin)              | 15      | 28     | 66-101 |                   |
| 2019/20 | Klasa okręgowa (Koszalin II)           | 1       | 37     | 57-21  | awans             |
| 2020/21 | IV liga (zachodniopomorska)            | 16      | 53     | 85-90  | spadek            |
| 2021/22 | Klasa okręgowa (zachodniopomorska III) | 1       | 88     | 194-21 | awans             |
| 2022/23 | IV liga (zachodniopomorska)            | 10      | 41     | 58-71  |                   |

| Oznaczenie kolorami   |
| --------------------- |
| drugi poziom ligowy   |
| trzeci poziom ligowy  |
| czwarty poziom ligowy |
| piąty poziom ligowy   |
| szósty poziom ligowy  |
| siódmy poziom ligowy  |

## Stadion
Drużyna rozgrywa mecze na Stadionie Miejskim w Bobolicach.
- Pojemność: 500 miejsc siedzących[4].
- Wymiary boiska: 105x75m[4]
- Oświetlenie: brak[4]